# Szarowizna
Szarowizna – kolonia w Polsce położona w województwie łódzkim, w powiecie łęczyckim, w gminie Łęczyca. Miejscowość wchodzi w skład sołectwa Pruszki.
W latach 1975–1998 miejscowość należała administracyjnie do województwa płockiego.